# Lainston
Lainston var en civil parish från 1858 till 1932 då den blev en del av Sparsholt, i grevskapet Hampshire, i England. Civil parish var belägen 4 km från Winchester och hade 43 invånare år 1931.